# المجلس الديموقراطي الثوري بتشاد
المجلس الديمقراطي الثوري (CDR) هو أحد فروع جبهة التحرير التشادية (فرولينا). تفرع عنها في السبعينات بعدما تقسمت فرولينا إلى عدة جبهات.
أسسه أصيل أحمد أغبش، وتولى رئاسته إلى أن أغتيل عام 1982م، فخلفه في رئاسته الشيخ بن عمرسعيد. ويعتبرأقدم جبهة معارضة في تشاد، واحتفظ باسمه رغم المكائد والصعاب التي تعرض لها. يعتبر القاعدة الخلفية لكثير من السياسيين التشاديين؛ فقلما تجد شخصية سياسية معروفة إلا ومنبعها المجلس الديمقراطي الثوري (CDR).
وهو حزب كان طيلة السنوات الماضية مضطهدا من الحكومات المتعاقبة على حكم تشاد، وكان من الحركات المعارضة البارزة التي كانت تقاتل نظام ديبي، وهو من المؤسسين للـ (UFDD) بقيادة الجنرال محمد نوري، ثم الـ(UFDDF) الذي انفرد به عبد الواحد عبود، كما كان المجلس الديمقراطي الثوري من المكونين لإتحاد قوى المقاومة (UFR) سنة 2008م.